# 杉村濬
杉村 濬（すぎむら ふかし、1848年3月20日〈弘化5/嘉永元年2月16日〉 - 1906年〈明治39年〉5月19日）は、明治時代の日本の外交官（外務官僚）。初代バンクーバー領事を間に挟み、通算8年在勤した朝鮮では一等書記官として閔妃暗殺事件に関与。以後、台湾総督府民政局事務官兼参事官及び評議会員、外務省通商局長を務め、晩年は駐ブラジル弁理公使兼総領事として同地で客死した。

## 経歴
陸奥国盛岡城下（現・岩手県盛岡市大沢川原）にて盛岡藩士杉村収蔵（のち秀三）の次男として生まれ（幼名は順八）、杉村実則と称した。両刀扱いの達人と言われた父と、藩学明義堂（のち作人館）の師範役菊池重政に剣術を習い、文久2年（1862年）に藩主南部利剛に従い江戸へ出府後、漢学に専念し、慶応2年（1866年）には京へ出役したとされる。

### 戊辰戦争・明治維新
戊辰戦争時には、奥羽越列藩同盟に組した盛岡藩士として秋田戦争に参戦。降伏した盛岡藩は白石への減転封後、旧暦明治2年7月に再び盛岡に復帰したが、翌年には財政破綻により明治政府に廃藩を嘆願、明治3年7月に盛岡県が設置された。杉村は再開された作人館に明治3年正月に出仕、10月から撃剣小教示を務めたが、翌明治4年4月に罷免となり、上京。東京では島田重礼の私塾双桂精舎で学び塾頭も務めたとも、儒者林鶴梁に師事したともされる。

### 台湾出兵・内務省出仕・横浜毎日新聞局長
新暦1874年（明治7年）の台湾出兵時に、元盛岡藩大参事東次郞がまとめた旧藩士従軍志願者の一人として台湾蕃地事務都督西郷従道に従い蕃地都督府に出仕。帰国後の1875年（明治8年）年には内務省十四等出仕となり、軍事・教育より殖産興業を優先すべきとする建白書「国本ヲ培養スル之議」を提出後、同年中に官を辞した。その後、西南戦争時に政府軍に従軍して報道をのせた縁で、横浜毎日新聞の編集長代理野崎真三に乞われ、1877年（明治10年）10月に局長となり、翌々年にかけて紙上で朝鮮政策を論じたが、沼間守一の社長就任とともに退社した。

### 朝鮮へ・壬午軍乱
神奈川県令野村靖の紹介で駐朝鮮国代理公使花房義質の指導を受け、1880年（明治13年）4月に初めて朝鮮へ渡った。同年10月に外務省御用掛として任用され釜山浦領事館に勤務。1882年（明治15年）年1月に帰省し、4月に長嶺よしと結婚。直後に漢城の公使館勤務を命じられ単身赴任したが、7月に壬午軍乱が勃発。当時は済物浦に出張中で、花房ら公使館襲撃事件の遭難者と合流した仁川で襲撃されたものの英国船に助けられ脱出した。まもなく漢城へ戻って事後処理に当たり、9月に帰国。10月に副領事に任命され、翌月に朝鮮国通商章程草案取調掛、12月より仁川港在勤を被命、1883年（明治16年）3月末には結核を発病したが勤務を続け、9月に帰国した。
湯治療養後、1884年（明治17年）5月に外務省取調局に兼務。1885年（明治18年）3月から5月には前年末に勃発した甲申政変の事後処理のため漢城へ出張した後、6月に依願免本官。御用掛（准奏任）として公信局に配属。結核治癒後、1886年（明治19年）3月制定の交際官及領事官制（勅令）に基づき公使館書記官に任用され、4月に通商局に配属。8月に再び漢城へ出張し、10月には臨時代理公使高平小五郎が病で帰国したため杉村が後任を務めた。1887年（明治20年）4月に帰国後、外務省参事官兼任の上、通商局に配属、翌年2月より報告課長を兼務した。

### 在バンクーバー初代領事
1889年（明治22年）5月に領事に任命され、カナダ自治領ブリティッシュコロンビア州バンクーバー在勤を被命、妻を伴い翌月から1891年（明治24年）8月まで初代領事を務めた。1886-1887年の大陸横断鉄道開通とバンクーバー・横浜間の汽船運航開始により、同地は一寒村から都市への発展途上で、同地周辺には当時300人ほどの日本人が居住していた。杉村は現場の経験と観察を踏まえ、移住地としてのカナダの有望性を説き、日本人排斥運動の実態を報告するとともに、移民政策について本省に提言した。なお、妻の姉長嶺げん（永峰げん子）も同時期に洋裁修行のためバンクーバーへ渡り、のち東京で開業したという。

### 日清戦争と乙未事変（閔妃暗殺事件）
1891年（明治24年）9月、公使館書記官兼領事に任命され、再び漢城の日本公使館在勤を被命（11月着任）。その後、領事専任（1893年1月）、再び公使館書記官兼任（同年6月）、公使館二等書記官（1893年11月）となり、日清戦争勃発後には、公使館一等書記官（1894年9月）、臨時代理公使（1894年10月）に任じられた。
なお、日清戦争の遠因となった1894年（明治27年）6月2日の第2次伊藤内閣の閣議決定（公使館及び居留日本人保護を名目とする朝鮮派兵）は、東学党の乱に対して朝鮮政府が「援兵を清国に乞ひしこと」を察知した杉村が外務省に同日に打電速報したことを契機としていた。
戦後の朝鮮国をめぐり、下関条約による清国の宗主権排除と、三国干渉によるロシア帝国の影響力増大を背景として、1895年（明治28年）10月8日、前月に井上馨に代わり着任した特命全権公使三浦梧楼とともに、杉村は乙未事変（閔妃暗殺事件）を惹き起こす。事件に関与した三浦・杉村及び領事官補堀口九萬一は外務省より帰朝を命じられ、三浦は24日に免本官、杉村・堀口は宇品港に到着した30日に非職処分となり、事件に関与した容疑者らは直ちに広島監獄に収監された。1896年（明治29年）1月20日に開かれた広島地方裁判所の予審では、証拠不十分により全員免訴、放免となった。同年3月、陸軍省より台湾総督府附雇員を被命、下関条約で日本に割譲された台湾へ渡るとともに、翌4月に外務省に辞職願を提出した。

### 台湾へ
2年半の台湾在任期は、樺山資紀・桂太郎・乃木希典・児玉源太郎ら歴代武官総督の下で、台湾総督府による統治機構確立のための諸課題に取り組んだ。1896年（明治29年）4月施行の台湾総督府民政局官制（勅令）に基づき民政局事務官兼参事官（高等官三等）に任用され、民政局総務部外事課長に就任。同年7月に勅任の高等官二等に陞叙の上、台湾総督府文官服制調査委員長（7月）、台湾住民帰化法取調委員長（8月）を被命。1897年（明治30年）には台湾の制度文物風俗習慣等に関する臨時調査掛長（1月）、地方制度改正準備委員長及び台湾中央衛生会委員（3月）を歴任し、さらに11月に民政局県治課長兼外事課長に就任。1898年（明治31年）2月には乃木総督の退任に伴い職を辞した民政局長曽根静夫に代わり、後任の後藤新平が着任するまで局長代理を務め、6月には台湾総督府評議会員、さらに民政部外事課長兼県治課長調査課長に任じられたが、9月に辞表を提出した。

### 外務省通商局長
1899年（明治32年）6月、駐韓公使として転出する林権助に代わり、再び外務省に通商局長として迎えられ、第2次山縣有朋内閣・第4次伊藤博文内閣・第1次桂太郎内閣の下で、1904年（明治37年）まで在任した。この間、1901年（明治34年）より3年連続で内閣から外務省所管事務政府委員に任命され、移民保護法中改正法案及び外国領海水産組合法案等について各議院委員会で答弁に当たった他、港湾調査会委員、第5回内国勧業博覧会評議員、臨時博覧会評議員を務めた。

### 駐ブラジル弁理公使兼総領事
日露戦争中の1904年（明治37年）11月、自ら志願して、前年末に辞任した大越成德に代わり駐ブラジル弁理公使兼総領事（第3代）を被命（12月にアルゼンチン駐箚兼勤被命）。妻と娘らを伴い、バルチック艦隊の東航を避けて、太平洋・アメリカ大陸横断、ロンドン経由でアフリカ大陸沿岸を南下、南大西洋を横断する2ヶ月の旅程を経て、1905年（明治38年）4月に日本公使館の所在地ペトロポリスに着任した。移民積極論者の杉村は早速、それまで臨時代理公使を務めていた乙未事変の同志堀口九萬一書記官（8月に帰朝命令）を伴い、ミナスジェライス、サンパウロの2州を視察、本省へ書き送った復命書は後に大阪朝日新聞に連載され、ブラジル移民事業促進の契機となった。

### 客死
着任から一年余の1906年（明治39年）5月13日、急性脳出血で倒れ、手の施しようもなく19日午後4時30分に死去（享年59）。ブラジル政府の提案により、現役陸軍中将の資格で政府が用意する墓地へ葬送されることとなり、21日に特別列車でリオ･デ･ジャネイロ中央駅へ運ばれた棺は一個師団の兵隊に迎えられ、弔砲とともに騎兵が護衛する馬車で中心部のサンジョアン・バティスタ墓地（Cemitério de São João Batista, Rio de Janeiro）へ運ばれ、埋葬された。
なお、危篤の報を受けた日本政府により、5月21日付で特旨を以て正四位、勲二等瑞宝章が追贈され、8月28日の東京での葬儀に際しては、前日に勅使として日野西資博侍従が杉村邸に差遣され、白絹二匹が下賜された。
杉村家の菩提寺である瑞円寺（東京都渋谷区千駄ヶ谷）には、父母の墓とともに杉村濬の墓碑が立てられていた。

## 著書・報告
- 『明治廿七八年在韓苦心録』杉村陽太郎発行、1932年
- 演述「加奈多形况之一班」『東京地学協会報告』17号、1891年9月
- 「南米伯剌西爾国サン・パウロ州移民状況視察復命書」1905年6月30日[13]
- 「南米伯刺西爾ミナスゼライス州視察復命書」1905年8月28日[13]

## 栄典
- 1886年（明治19年）7月8日 - 正七位[14]
- 1891年（明治24年）12月21日 - 従六位[15]
- 1894年（明治27年）10月10日 - 正六位[16]
- 1896年（明治29年）10月10日 - 正五位[17]
- 1897年（明治30年）12月28日 - 勲四等瑞宝章[18]
- 1902年（明治35年）8月20日 - 従四位[19]
- 1902年（明治35年）12月28日 - 勲三等瑞宝章[20]
- 1904年（明治37年）5月20日 - 旭日中綬章[21]
- 1904年（明治37年）10月27日 - 大清帝国二等第一双竜宝星[22]
- 1906年（明治39年）5月21日 - 正四位、勲二等瑞宝章[23]

## 親族
- 父：杉村秀三（文化9年生・明治31年没）[4][24]
- 母：なか（文政2年生・明治36年没） - 岩手県士族福田良太郎の妹[4][25]
- 兄：杉村春[25]
- 妹：るえ（嘉永6年12月生）[25]
- 妻：よし（慶応3年11月生） - 岩手県士族長嶺忠太郎の妹[25]
- 長男：杉村陽太郎（1884年9月生） - 外交官[26][25][27]
- 次男：杉村欣次郎（1889年5月生） - 数学者[25][27]
  - 孫：杉村新（1923年6月生）[11][27] - 地震学・地球物理学者
- 三男：杉村英三郎（1891年3月バンクーバー生）[25] - 三和信託常務[28]
  - 曾孫：杉村延広 - 大阪府立大学教授[11]
- 長女：あさ（1893年10月朝鮮生）[25]、夫：福島喜三次 - 三井合名会社（旧三井財閥）理事[27][29]
  - 孫：福島新吾 - 政治学者
- 次女：なみ（1895年10月朝鮮生）[25]、夫：柴田雄次 - 化学者[27]
  - 孫：柴田南雄 - 作曲家
- 三女：たか（1898年4月台湾生）[25]、夫：鈴木康道 - 三菱海上火災取締[30]

## 関連文献
- 福島新吾「ブラジル移民の先達の死ー杉村濬公使の資料紹介」国際協力事業団『移住研究』20号、1983年3月